# Euchalinus variegatus
Euchalinus variegatus là một loài tò vò trong họ Ichneumonidae.